# 28364 Bruceelmegreen
28364 Bruceelmegreen è un asteroide della fascia principale. Scoperto nel 1999, presenta un'orbita caratterizzata da un semiasse maggiore pari a 2,9464848 au e da un'eccentricità di 0,1835350, inclinata di 12,04722° rispetto all'eclittica.